# Lluís Felip I de França
Lluís Felip I de França (París, 6 d'octubre de 1773 - Claremont House, Regne Unit, 1850) fou rei dels francesos (1830-1848) i el darrer sobirà que ha regnat a França amb el títol reial.

## Joventut
Era fill primogènit de Lluís Felip duc de Chartres i de la princesa Lluïsa Maria Adelaida de Borbó. Pertanyia, per tant, a la Casa d'Orleans, branca menor de la Casa de Borbó francesa que exercia el títol de duc d'Orleans i que tenia el seu origen en el príncep Felip d'Orleans fill de Lluís XIII de França i de la infanta Anna d'Àustria. La branca major dels Borbó, descendents de Lluís XIV, germà de Felip d'Orleans, acostumava a desconfiar de les intencions dels Orleans, els quals tindrien dret al Tron si els Borbó s'extingien. Exiliats sovint de la cort reial, els Orleans passaren gran part de la seva història dedicats a estudis de literatura i ciències, per la qual cosa foren molt influïts per les idees de la Il·lustració.
En la seva infantesa, a partir de 1782 Lluís Felip va tenir com a institutriu Madame de Genlis, la qual va inculcar-li la inclinació per les idees liberals; potser fou aleshores que el nen va formar-se la seva interpretació del catolicisme, lleugerament influïda pel pensament volterià.

## Duc de Chartres
El 1785, a la mort del seu avi, el seu pare passà a ostentar el títol de duc d'Orleans, i llavors, Lluís Felip esdevingué duc de Chartres, el títol que fins aleshores havia dut el seu pare.
Poc abans de l'esclat de la Revolució, el 1788 el jove Lluís Felip va mostrar les seves simpaties liberals quan va ajudar a tirar a terra la porta d'una cel·la de la presó del Mont Saint-Michel, durant una visita que hi feu amb Madame de Genlis. Des d'octubre de 1788 fins a octubre de 1789, el Palais-Royal, la residència a París dels Orleans, fou un lloc de trobada per als revolucionaris. Durant els primers anys de la Revolució, Lluís Felip va donar un suport total a la reforma completa de la societat francesa. En el seu diari, Lluís Felip hi explicà que, comptant amb l'aprovació del seu pare, va decidir afiliar-se al Club dels Jacobins.
Des de 1785, Lluís Felip posseïa el càrrec hereditari de coronel del 14è regiment de dragons. El 1791, quan la Guerra s'anava fent més propera, tots els coronels foren cridats a incorporar-se als seus regiments; Lluís Felip va demostrar ser un oficial modèlic i un soldat valent; així, tres dies després de la Fugida a Varennes, va encendre's una forta discussió entre dos capellans i un dels nous vicaris "constitucionals"; aleshores, una multitud va encerclar la casa on eren els capellans demanant sang; el jove coronel va llençar-se sobre la multitud i alliberà els dos capellans que després fugiren; aquell mateix dia, a la vora d'un riu una altra multitud va amenaçar d'agredir els dos capellans; Lluís Felip va salvar-los la vida posant-se davant d'un pagès armat amb una carabina; l'endemà, Lluís Felip va tirar-se a un riu per salvar un enginyer que s'hi estava ofegant; per aquesta acció, les autoritats locals el condecoraren amb una "corona cívica".
Després de la Declaració de Pillnitz, del 27 agost de 1791, el seu regiment fou destinat al nord, al comtat de Flandes; Lluís Felip va servir-hi a les ordres d'un vell company del seu pare com ho era el duc de Biron, i amb altres oficials que després es distingiren en les guerres de Napoleó, entre els quals hi havia el coronel Berthier i el tinent coronel Alexandre de Beauharnais (marit de la futura Emperadriu Josefina). Lluís Felip va participar en les batalles de Boussu, Quaragnon i Quiévrain a prop de Jemappes. Biron va escriure al Ministre de la Guerra de Grave lloant-li el jove coronel que, aleshores, fou accedit a brigadier, per la qual cosa passà a dirigir una brigada de cavalleria a l'exèrcit de Lückner, l'Exèrcit del Nord, on serví amb quatre futurs mariscals de França: Macdonald, Mortier (que després seria mort arran d'un intent d'assassinar Lluís Felip), Davout, i Oudinot. Dumouriez fou nomenat per dirigir l'Exèrcit del Nord l'agost de 1792; Lluís Felip va dirigir una divisió a les seves ordres a la batalla de Valmy, en la qual va rebre l'ordre d'emplacar una bateria d'artilleria al cim del turó de Valmy.
El resultat de la batalla de Valmy (20 de setembre de 1792) fou incert fins que els austríacs i els prussians, mancats de municions, foren obligats a retrocedir fins més enllà del Rin. Lluís Felip, elogiat en una carta escrita per Dumouriez després de la batalla, fou cridat a París per realitzar un informe sobre Valmy per al govern; aleshores, va tenir una entrevista amb Danton, ministre de justícia; anys després, explicà aquesta entrevista als seus fills. A París, fou ascendit a tinent general. Per l'octubre, va tornar a l'Exèrcit del Nord, on Dumouriez havia començat la marxa cap als Països Baixos austríacs. En la campanya, Dumouriez va decidir atacar una força austríaca situada en una posició forta a les muntanyes de Cuesmes i de Jemappes a l'oest de Mons. La divisió dirigida per Lluís Felip va patir moltes baixes perquè va atacar a través d'un bosc i es retirà en desordre. Llavors, Lluís Felip va agrupar unes quantes unitats, anomenant-les "el batalló de Mons" i va atacar juntament amb altres unitats franceses, imposant-se a les forces austríaques.
Els esdeveniments de París minaren la brillant carrera militar de Lluís Felip. La incompetència de Jean-Nicolas Pache, el nou ministre girondí, va deixar l'Exèrcit del Nord sense proveïments; per això, van començar a produir-se desercions massives. Per altra banda, Lluís Felip es trobava descontent amb les polítiques radicals de la República; per això va començar a pensar de fugir de França tot i que a la Convenció havia votat a favor de l'execució de Lluís XVI. El 22 de març de 1793, en una entrevista, Dumouriez va proposar a Lluís Felip unir-se en el seu intent de passar-se als austríacs per així poder marxar sobre París i restaurar la Constitució de 1791. Malgrat els seus desitjos de quedar-se a França per complir amb els seus deures militars, la progressiva radicalització de la Convenció va decidir-lo a fugir després del fracàs dels intents de Dumouriez de fer alçar l'exèrcit contra la Convenció.
La deserció de Lluís Felip va dur la ruïna a la família Orleans i fou la causa que el seu pare, Felip Igualtat, fos detingut l'abril de 1793 malgrat que havia parlat a la Convenció condemnant rotundament l'acció del seu fill, i executat a la guillotina pocs mesos després, el 4 d'octubre.

## Duc d'Orleans
Després de la seva sortida de França, Lluís Felip, esdevingut duc d'Orleans arran de l'execució del seu pare, va haver de viure amagat, evitant tant els revolucionaris republicans com els cercles d'emigrats francesos legitimistes, establerts a diferents llocs d'Europa i també a l'exèrcit austríac.
Primer, va establir-se a Suïssa, on va viure-hi usant un nom fals; a Schaffhausen, va trobar-hi Madame de Genlis i la seva germana Adelaida; llavors, tots tres, es traslladaren a Zúric, on les autoritats locals li comunicaren que per protegir la neutralitat de Suïssa, Lluís Felip havia de sortir de la ciutat. Aleshores, se n'anaren a Zug, on fou descobert per un grup d'emigrats; com que es va fer evident que les dues senyores no podrien viure tranquil·les si no se separaven d'ell, Lluís Felip les deixà i acabà fent cap a Basilea; tanmateix, mancat de recursos, ell i el seu criat Baudoin hagueren de viure com vagabunds, no quedant-se mai en un determinat lloc més de dos dies. Finalment, l'octubre de 1793, Lluís Felip va trobar feina com a mestre de geografia, història, matemàtiques i llengües modernes en una escola per a nois a Reichenau; fou aleshores que li arribà la notícia de l'execució del seu pare a París.
Després d'haver deixat Reichenau, va separar la seva germana Adelaida de Madame de Genlis, qui havia renyit amb Lluís Felip; Adelaida va anar a viure amb la seva bestia la Princesa de Conti a Fribourg, després a Baviera i finalment a Hongria; després, se'n va anar amb la seva mare a Espanya.
A partir d'aleshores, Lluís Felip va viatjar molt; el 1795, era a Escandinàvia, on durant un any, va estar-se a Muonio, un remot poble del Golf de Bòtnia. Després, va passar-se quatre anys als Estats Units, residint a Filadèlfia, Nova York i Boston, on va ensenyar francès. Als Estats Units, va conèixer-hi personalitats destacades com ara George Clinton, John Jay, Alexander Hamilton i George Washington. La seva visita al Cap Cod el 1797 va coincidir amb la divisió del poble d'Eastham en dos, un dels quals va anomenar-se Orleans, potser en honor seu. Anys després, el 1839, en una carta adreçada a Guizot hi explicà que la seva estada als EUA influí profundament en les creences i idees que aplicà durant el seu regnat.
A Boston, Lluís Felip va assabentar-se del cop d'estat del 18 de fructidor de l'any V (4 de setembre de 1797) i de l'exili de la seva mare a Espanya; llavors ell i els seus dos germans van decidir tornar-se'n cap a Europa; per això, es traslladaren a Nova Orleans per embarcar-se cap a l'Havana amb la idea de fer cap a la península Ibèrica; ara bé, aleshores, Espanya estava en guerra amb la Gran Bretanya; per això, el vaixell, de nacionalitat americana, que salpà de Nova Orleans fou interceptat en aigües del Golf de Mèxic; els britànics els capturaren a tots tres però els envià cap a l'Havana; però com que no pogueren trobar cap vaixell cap a Europa, els tres germans s'hagueren de passar un any a Cuba fins que en foren expulsats per les autoritats espanyoles. Aleshores, navegaren cap a les Bahames i, finalment, arribaren a Nova Escòcia on foren rebuts pel duc de Kent, fill de Jordi III i pare de la futura reina Victòria; a partir d'aleshores, Lluís Felip va travar una profunda amistat amb la família reial britànica. Poc després, els tres germans se'n tornaren a Nova York i, el gener del 1800, arribaren a Anglaterra, on van residir-hi durant quinze anys.
Després de l'abdicació de Napoleó i de la restauració de la Monarquia amb Lluís XVIII, Lluís Felip, que durant el seu exili havia aconseguit la reconciliació de la Casa d'Orleans amb els Borbó, va tornar a França i tornà a moure's en els cercles de la cort; tanmateix el record del tractament donat a la Casa d'Orleans durant l'Antic Règim va causar friccions entre el rei i el duc d'Orleans, que va alinear-se obertament amb l'oposició liberal. Tanmateix, Lluís Felip va mantenir una bastant bona relació amb Carles X, malgrat que, per la seva oposició a les polítiques de Villèle i, després, de Polignac, fou un factor d'inestabilització política.

## Rei dels Francesos
La reaccionària política de Carles X de França va dur a l'esclat de la revolució de juliol de 1830. Jacques Laffitte, que acabava de tornar de Breteuil, va ser el primer a fer passos amb el duc d'Orleans, qui avisat que un batalló de la guàrdia reial va rebre l'ordre d'envoltar el castell de Neuilly al més mínim moviment que pogués suggerir la intenció d'implicar el duc en una insurrecció Lluís Felip va passar la nit del 28 al 29 en una antiga tarongera prop del castell de Villiers. Després de tres dies de disturbis, el 2 d'agost de 1830, Carles X abdicà, amb la qual cosa, en principi, la corona passava al seu fill el duc d'Angulema qui, així, havia d'esdevenir Lluís XIX de França; ara bé, com que els revolucionaris no estaven pas disposats a acceptar-lo, va haver d'abdicar ell també aquell mateix dia, i, llavors, el nou rei havia de ser el seu nebot -i net de Carles X- Enric, comte de Chambord, qui arribà a ser proclamat rei de França "Enric V"; ara bé, com que Enric només tenia deu anys, s'anomenà regent Lluís Felip d'Orleans. Al final, però, el 9 d'agost, l'Assemblea va decidir no reconèixer Enric V i oferir la corona a Lluís Felip.
Un cop a tron, Lluís Felip va titular-se rei dels francesos i no pas rei de França, instaurant així la idea de la monarquia popular en què el títol del rei es vincula a un poble i no pas a un estat. Per altra banda, Lluís Felip va rebutjar la idea del dret diví dels reis. A més, per l'ordenança del 13 d'agost de 1830, el rei va decidir que el seu primogènit duria el títol de duc d'Orleans -i no pas el de Delfí de França- i que la germana i els fills del rei serien prínceps d'Orleans i no pas de França. El 1832, la seva filla, la princesa Lluïsa d'Orleans es casà amb Leopold I rei dels belgues.

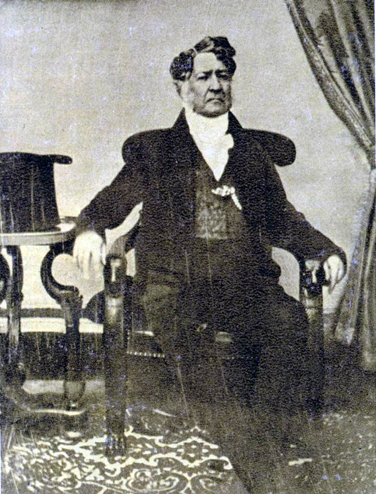
Fotografia de Lluís Felip al 1842.

Va continuar amb la conquesta d'Algèria que havia començat Carles X. El juliol de 1835, Lluís Felip va sobreviure a un intent d'assassinat dut a terme per Giuseppe Mario Fieschi al boulevard du Temple de París i en 1836 a un intent de cop d'estat de Charles Louis Napoléon Bonaparte a Estrasburg.
Els francesos d'Algèria es trobaven bloquejats a les viles i els colons eren atacats arreu; les tribus aliades als francesos també patien represàlies. El govern de Lluís Felip, amb una opinió pública amb sentiments ambivalents cap a Algèria, en abril de 1837 va decidir negociar i es va signar el tractat de Tafna el 30 de maig entre Abd el-Kader i Bugeaud pel què els francesos conservaven Orà, Arzeu, Mostaganem, Alger, Blida i Kolea, i l'emir rebia la província d'Orà, part de la d'Alger i tot el Beilicat de Titteri.
En el seu govern, Lluís Felip va evitar la pompa i el luxe de Carles X i els seus predecessors; per això, se'l va conèixer com a "rei ciutadà" o com a "monarca burgès"; ara bé, aviat les seves polítiques es van percebre com a autoritàries i conservadores; a més, durant el seu regnat, van empitjorar les condicions de vida de la classe obrera; la caiguda del seu règim va ser precipitada per la crisi econòmica de 1847.

## Abdicació i exili
La crisi econòmica de 1846-1848 va afavorir l'oposició, que es va anar unint progressivament, i després de les reformes obtingudes durant la sessió parlamentària de 1847, com la rebaixa de l'impost del cens a 100 francs al març, la prohibició de l'acumulació de càrrecs públics administratius amb escó de diputats, el gabinet de Guizot esdevingué més autoritari. En preparació de la sessió parlamentària de 1847-1848, Lluís Felip I de França va prohibir les reunions de l'oposició demòcrata, republicana i liberal. El més liberal dels orleanistes reunits darrere d'Adolphe Thiers va reclamar un règim més parlamentari i es va unir amb l'esquerra. La prohibició de les reunions polítiques d'una oposició cada cop més vigorosa el gener de 1848 que va catalitzar el 24 de febrer de 1848, quan després de l'inici dels aldarulls a París substituí François Guizot per Adolphe Thiers al capdavant del govern,i per a la sorpresa general abdicà a favor del seu net Felip, que només tenia nou anys, hereu de la corona després que el seu pare, el duc Ferran Felip d'Orleans hagués mort accidentalment el 1842, i fugí cap a Anglaterra.
En un principi, l'Assemblea Nacional estava disposada a acceptar Felip com a nou rei dels francesos, però, pressionada pels revolucionaris del carrer, hagué d'acabar proclamant la Segona República Francesa.
Lluís Felip va viure a Anglaterra amb la seva família fins a la seva mort, esdevinguda a Claremont House (Surrey) el 26 d'agost de 1850. Posteriorment, fou enterrat amb la seva esposa Amèlia, morta el 1866, a la Capella Reial de Dreux, la necròpoli que havia fet construir el 1816.

## Família i descendents
Lluís Felip es casà el 1809 amb la princesa Maria Amèlia de Borbó-Dues Sicílies filla del rei Ferran I de les Dues Sicílies i de l'arxiduquessa Maria Carolina d'Àustria. Era per tant neta del rei Carles III d'Espanya i de la princesa Maria Amàlia de Saxònia i de l'emperador Francesc I, emperador romanogermànic i de l'arxiduquessa Maria Teresa I d'Àustria. La parella tingué deu fills:
- SAR el príncep Ferran Felip d'Orleans nat el 1810 i mort el 1842. Es casà amb Helena de Mecklenburg-Schwerin.
- SAR la princesa Lluïsa d'Orleans nascuda el 1812 i morta el 1850 es casà amb el rei Leopold I de Bèlgica
- SAR la princesa Maria d'Orleans nascuda el 1813 i morta el 1839. Es casà amb el príncep Alexandre de Württemberg.
- SAR el príncep Lluís d'Orleans nat el 1814 i mort el 1896 es casà amb la princesa Victòria de Saxònia-Coburg Gotha.
- SAR la princesa Francesca d'Orleans nascuda el 1816 i morta el 1818.
- SAR la princesa Clementina d'Orleans nascuda el 1817 i morta el 1907. Es casà amb el príncep August de Saxònia-Coburg Gotha.
- SAR el príncep Francesc d'Orleans nat el 1818 i mort el 1900 es casà amb la princesa imperial Francesca Carolina del Brasil.
- SAR el príncep Carles Ferran d'Orleans, convertit en duc de Penthieve nat el 1820 i mort el 1828.
- SAR el príncep Enric d'Orleans nat el 1822 i mort el 1897 es casà amb la princesa Maria Carolina de Borbó-Dues Sicílies.
- SAR el príncep Antoni d'Orleans nat el 1824 i mort el 1890. Es casà amb la infanta Lluïsa Ferranda d'Espanya.

## Orleanistes i legitimistes
Després de la revolució de 1830, a França es formà la facció dels legitimistes, els quals rebutjaven Lluís Felip i es declaraven partidaris dels Borbons directes, és a dir, Carles X, mort a l'exili el 1836, i els seus descendents: Lluís Antoni, duc d'Angulema, "Lluís XIX" (1836-1844) i Enric, comte de Chambord, "Enric V" (1844-1883). Per això, a partir de 1848 els monàrquics francesos es dividien en dos grups: orleanistes -partidaris dels hereus de Lluís Felip- i legitimistes -seguidors dels descendents de Carles X-.
Amb la mort sense descendència del comte de Chambord (1883), va extingir-se la branca principal dels Borbó francesos; llavors, molts dels antics legitimistes passaren a reconèixer com a rei el comte de París, net de Lluís Felip. Ara bé, un sector minoritari de l'antic legitimisme considerà que l'herència dels drets dinàstics del comte de Chambord havia de passar als descendents del duc Felip d'Anjou, net de Lluís XIV, malgrat que, per esdevenir rei d'Espanya, havia hagut de renunciar als seus drets al tron de França.